# Ratovi zvijezda
Ratovi zvijezda (također i Zvjezdani ratovi, eng. Star Wars) američka je medijska franšiza epske svemirske opere koju je kreirao producent i redatelj George Lucas. Prvi film franšize, kojeg je 20th Century Fox pustio u distribuciju 25. svibnja 1977., postao je svjetski fenomen popularne kulture, te su ga u trogodišnjim intervalima pratila dva nastavka. Šesnaest godina nakon zadnjeg filma prve trilogije, pušten je u distribuciju prvi film nove prequel trilogije, s dva prateća filma također u trogodišnjim intervalima, s posljednjim u distribuciji od 19. svibnja 2005.                                                                                                                                                                                                    
Godine 2012., Disney je kupio Ratove zvijezda za 4 milijarde američkih dolara. U prosincu 2015. godine s emitiranjem je počeo prvi dio nove tzv. sequel trilogije Ratovi zvijezda: Sila se budi, a u prosincu 2017. u kinima se prikazivao  Ratovi zvijezda: Posljednji Jedi. Posljednji nastavak sequel trilogije Ratovi zvijezda: Uspon Skywalkera počeo je s emitiranjem u 2019. godini, a redatelj filma je J. J. Abrams.  
Do siječnja 2018., ukupna zarada na kino blagajnama devet filmova Ratova zvijezda te jednog animiranog filma iznosila je 9 milijardi američkih dolara, što je komercijalno najuspješniji filmski serijal u povijesti, 
Filmski serijal Ratovi zvijezda iznjedrio je i druge medije, uključujući knjige, televizijsku seriju, videoigre i stripove. Ti dodaci filmskim trilogijama obuhvaćaju Prošireni svemir Zvjezdanih ratova , te su pridonijeli značajnom razvitku fiktivnog svemira serijala, i poduprijeli franšizu između dvije trilogije. 2008., u distribuciju je pušten animirani film Zvjezdani ratovi: Klonski ratovi, prvi film Ratova zvijezda namijenjen distribuciji u kinima izvan glavnih trilogija, i prvi animirani film franšize, namijenjen kao uvod u istoimenu seriju proširenog svemira, 3D CGI animiranu seriju temeljenu na prethodnoj 2D animiranoj seriji sličnog naziva.
Serijal je svojevrsna bajka koja obrađuje tematiku vječite borbe između dobra i zla, smještena u svemirska prostranstva i alegorična je vizija ljudske povijesti i sadašnjosti. Serijal čini 11 filmova (epizoda).

## Filmovi

### Skywalker saga

#### Originalna trilogija
- Ratovi zvijezda IV: Nova nada (1977.)
- Ratovi zvijezda V: Imperij uzvraća udarac (1980. )
- Ratovi zvijezda VI: Povratak Jedija (1983.)

#### Prequel trilogija
- Ratovi zvijezda I: Fantomska prijetnja (1999.)
- Ratovi zvijezda II: Klonovi napadaju (2002.)
- Ratovi zvijezda III: Osveta Sitha (2005.)

#### Sequel trilogija
- Ratovi zvijezda: Sila se budi (2015.)
- Ratovi zvijezda: Posljednji Jedi (2017.)
- Ratovi zvijezda: Uspon Skywalkera (2019.)

#### Samostalni filmovi
- Rogue One: Priča iz Ratova zvijezda (2016.)
- Solo: Priča iz Ratova Zvijezda (2018.)

### Nadolazeći filmovi
- The Mandalorian & Grogu (2026.)
- Bez naslova New Jedi Order film
- Bez naslova Dawn of the Jedi film
- Bez naslova New Republic film

## Televizijske serije
| Naziv                                 | Sezona           | Epizoda          | Prikazivanje        | Prikazivanje        | Mreža                    |
| Naziv                                 | Sezona           | Epizoda          | Premijera           | Finale              | Mreža                    |
| Animirane serija                      | Animirane serija | Animirane serija | Animirane serija    | Animirane serija    | Animirane serija         |
| ------------------------------------- | ---------------- | ---------------- | ------------------- | ------------------- | ------------------------ |
| Droidi                                | 1                | 13               | 7. rujna 1985.      | 7. lipnja 1986.     | ABC                      |
| Ewoks                                 | 2                | 26               | 7. rujna 1985.      | 13. prosinca 1986.  | ABC                      |
| Ratovi klonova                        | 7                | 133              | 3. listopada 2008.  | 4. svibnja 2020.    | ABC                      |
| Pobunjenici                           | 4                | 75               | 3. listopada 2014.  | 3. ožujka 2018.     | Disney XD                |
| Resistance                            | 2                | 40               | 7. listopada 2018.  | 26. siječnja 2020.  | Disney Channel           |
| The Bad Batch                         | 3                | 39               | 4. svibnja 2021.    | još traje           | Disney +                 |
| Visions                               | 2                | 18               | 22. rujna 2021.     | još traje           | Disney +                 |
| Tales of the Jedi                     | 1                | 6                | 26. listopada 2022. | još traje           | Disney +                 |
| Young Jedi Adventures                 | 1                | 25               | 4. svibnja 2023.    | još traje           | Disney + / Disney Junior |
| Animirane mikroserije i kratke serije |                  |                  |                     |                     |                          |
| Ratovi klonova                        | 3                | 25               | 7. studenoga 2003.  | 25. ožujka 2005.    | Cartoon Network          |
| Blips                                 | 1                | 8                | 3. svibnja 2017.    | 4. listopada 2017.  | YouTube                  |
| Forces of Destiny                     | 2                | 32               | 3. lipnja 2017.     | 25. svibnja 2018.   | YouTube                  |
| Galaxy of Adventures                  | 2                | 55               | 30. studenoga 2018. | 2. listopada 2020.  | YouTube                  |
| Roll Out                              | 1                | 16               | 9. kolovoza 2019.   | 1. travnja 2020.    | YouTube                  |
| Galaxy of Creatures                   | 2                | 24               | 14. listopada 2021. | 21. veljače 2023.   | StarWarsKids.com         |
| Galactic Pals                         | 1                | 12               | 12. travnja 2022.   | 1. studenoga 2022.  | StarWarsKids.com         |
| "Zen – Grogu and Dust Bunnies"        | 1                | 1                | 12. studenoga 2022. | 12. studenoga 2022. | Disney+                  |
| Igrane serije                         |                  |                  |                     |                     |                          |
| The Mandalorian                       | 3                | 24               | 12. studenoga 2019. | još traje           | Disney+                  |
| The Book of Boba Fett                 | 1                | 7                | 29. prosinca 2021.  | 9. veljače 2022.    | Disney+                  |
| Obi-Wan Kenobi                        | 1                | 6                | 27. svibnja 2022.   | 22. lipanj 2022.    | Disney+                  |
| Andor                                 | 1                | 12               | 21. rujna 2022.     | još traje           | Disney+                  |
| Ahsoka                                | 1                | 8                | 22. kolovoza 2023.  | još traje           | Disney+                  |
| Zabavne igre za publiku               |                  |                  |                     |                     |                          |
| Jedi Temple Challenge                 | 1                | 10               | 10. lipnja 2020.    | 5. kolovoza 2020.   | StarWarsKids.com         |

## Knjige
U Hrvatskoj su objavljene knjige 1997. godine (u prijevodu Predraga Raosa) pod naslovima:
- Zvjezdani ratovi − Imperij uzvraća udarac[3]
- Zvjezdani ratovi − Nova nada[4]
- Zvjezdani ratovi − Povratak Jedija[5]

## Vanjske poveznice
- Službena stranica
- Zvjezdani ratovi - hrvatski portal
- Zvjezdani ratovi na Internet Movie Databaseu
- Zvjezdani ratovi  Arhivirana inačica izvorne stranice od 6. prosinca 2011. (Wayback Machine) na Open Directory Projectu
- Zvjezdani ratovi - Wiki
- Kako je George Lucas stvorio Zvjezdane ratove